# Hermann Schmidt (Politiker, 1851)

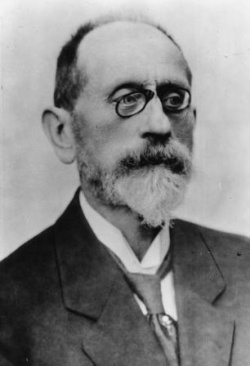
Oberbürgermeister Hermann Schmidt

Hermann Schmidt (* 16. Juni 1851 in Dedesdorf, Großherzogtum Oldenburg; † 28. Februar 1921 in Erfurt) war ein deutscher Jurist, Politiker und von 1895 bis 1919 Oberbürgermeister von Erfurt.

## Leben
Schmidt wuchs in Dedesdorf an der Weser auf, studierte Jura an der Ludwig-Maximilians-Universität München und wurde 1872 Mitglied des Corps Suevia München. Nach seiner Promotion zum Dr. jur. bekam er 1875 eine Anstellung als Gerichtsreferendar im Staatsdienst, wurde Assessor, 1882 Stadtsyndikus von Hildesheim und 1890 Zweiter Bürgermeister von Halle (Saale).
1895 wurde Schmidt zum Oberbürgermeister von Erfurt gewählt. Die während seiner Amtszeit von 75.000 auf 130.000 Einwohner wachsende Stadt mit Wohnbau- und Gewerbeflächen und moderner Infrastruktur zu versorgen und die Finanzen in Ordnung zu halten, sah er als seine Hauptaufgaben. In seine Amtszeit fallen die Kommunalisierung des Gaswerkes, der Bau des Elektrizitätswerkes 1901, der Bau einer Kläranlage, der Bau eines zentralen Schlachthofes, der Bau von zehn Schulen, die Erweiterung der städtischen Kliniken, die Einrichtung des Dreibrunnenbades und Espachbades, die Gründung einer Stadtbibliothek, die Schaffung zahlreicher Parks und Grünanlagen, wie den neuen Stadtpark an der Daberstädter Schanze 1908, die Eingemeindung Ilversgehofens 1911, und die Anlage des neuen Hauptfriedhofes 1916.
Zur Bewältigung dieser Aufgaben erweiterte Schmidt die Stadtverwaltung um einige neue Ämter, wie z. B. das Jugendamt und berief erstmals einen hauptamtlichen Gartendirektor, eine Archivdirektor und einen Bibliotheksdirektor. 1912 berief er zudem den erst 28-jährigen Kunsthistoriker Edwin Redslob als Museumsdirektor und beauftragte im nächsten Jahr Henry van de Velde mit der Planung eines neuen Museums, das jedoch aufgrund des Ersten Weltkrieges nicht mehr realisiert werden konnte. Von 1895 bis 1918 vertrat er seine Heimatstadt im preußischen Herrenhaus.
Durch seine kluge Verwaltungsführung konnte Schmidt schließlich Erfurt durch die schwierigen Zeiten des Krieges und der Novemberrevolution führen und geordnet an seinen Nachfolger Bruno Mann übergeben.

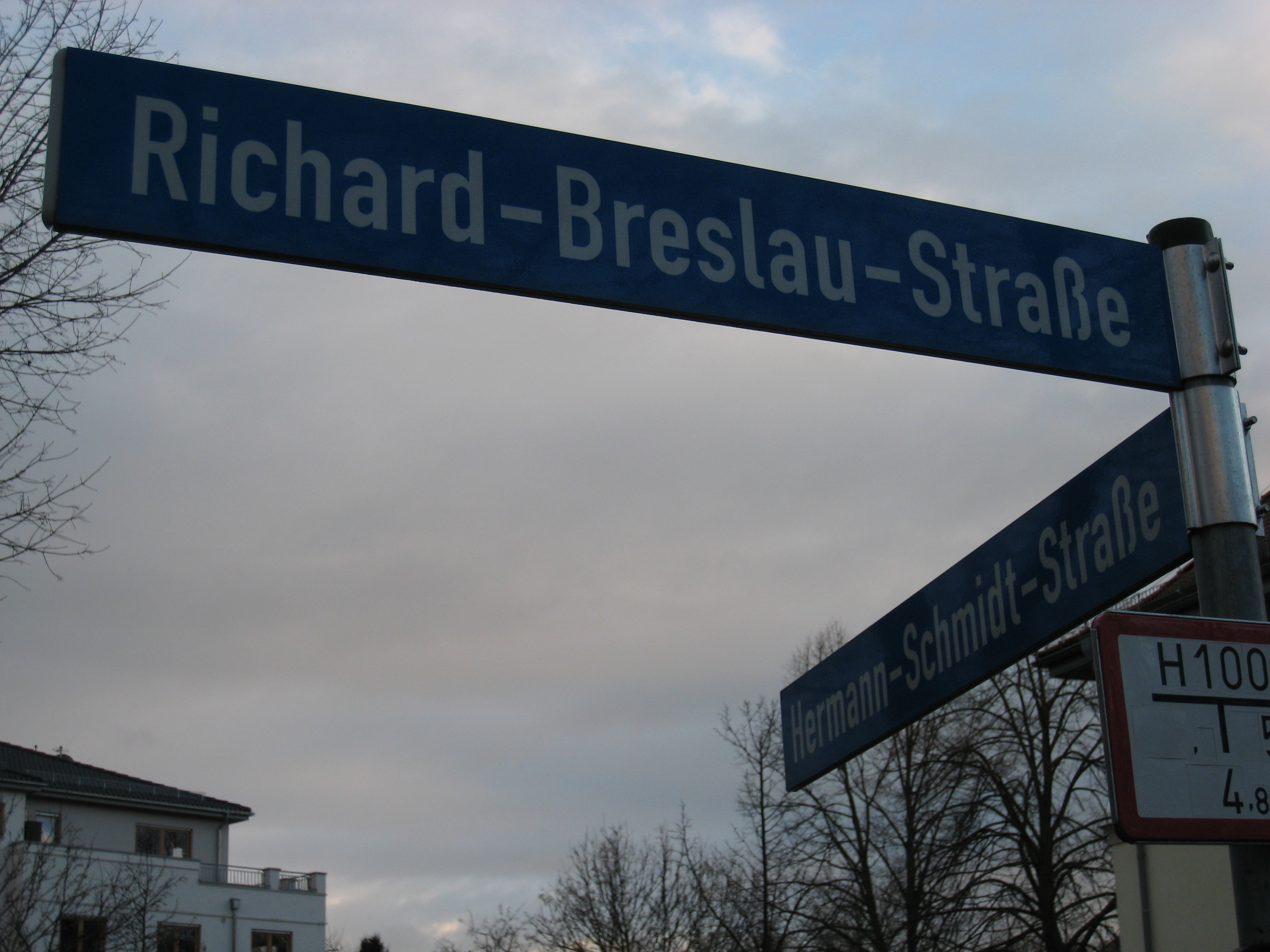
Straßenschilder zu Ehren der Oberbürgermeister Richard Breslau und Hermann Schmidt

Nach Hermann Schmidt wurde eine neue Straße in der Erfurter Brühlervorstadt benannt.